# لويس هنري
لويس هنري (بالفرنسية: Louis Henry )‏ (و. 1854 – 1913 م) هو عالم نبات، من فرنسا، توفي عن عمر يناهز 59 عاماً.

## جوائز
حصل على جوائز منها:
- وسام جوقة الشرف من رتبة فارس.